# خط طول 163° شرق
خط طول 163° شرق هو أحد خطوط الطول الجغرافية، والتي تمتد من القطب الشمالي الجغرافي إلى القطب الجنوبي الجغرافي، وحسب التحويل الزمني يتقدم خط طول 163° شرق عن خط غرينتش بـ10 ساعة و52 دقيقة.

## من القطب إلى القطب
ينطلق خط طول 163° شرق من القطب الشمالي نحو القطب الجنوبي مرورا بالمناطق التي ترد في الجدول التالي:
| الإحداثيات                           | البلد أو الإقليم أو البحر | ملاحظات |
| ------------------------------------ | ------------------------- | --- |
| 90°0′N 163°0′E / 90.000°N 163.000°E  | المحيط المتجمد الشمالي    | |
| 75°37′N 163°0′E / 75.617°N 163.000°E | بحر سيبيريا الشرقي        | |
| 69°39′N 163°0′E / 69.650°N 163.000°E | روسيا                     | أوكروغ تشوكوتكا الذاتية ماغادان أوبلاست — من 64°39′N 163°0′E / 64.650°N 163.000°E كراي كامشاتكا — من 64°11′N 163°0′E / 64.183°N 163.000°E |
| 61°32′N 163°0′E / 61.533°N 163.000°E | بحر أوخوتسك               | Penzhin Bay |
| 60°46′N 163°0′E / 60.767°N 163.000°E | روسيا                     | كراي كامشاتكا — شبه جزيرة كامشاتكا |
| 58°56′N 163°0′E / 58.933°N 163.000°E | بحر بيرنغ                 | Karaginsky Gulf |
| 57°50′N 163°0′E / 57.833°N 163.000°E | روسيا                     | كراي كامشاتكا — شبه جزيرة كامشاتكا |
| 57°27′N 163°0′E / 57.450°N 163.000°E | بحر بيرنغ                 | Ozernoy Bay |
| 56°43′N 163°0′E / 56.717°N 163.000°E | روسيا                     | كراي كامشاتكا — شبه جزيرة كامشاتكا |
| 56°1′N 163°0′E / 56.017°N 163.000°E  | المحيط الهادئ             | |
| 5°22′N 163°0′E / 5.367°N 163.000°E   | ولايات ميكرونيسيا المتحدة | جزيرة كوسراي |
| 5°16′N 163°0′E / 5.267°N 163.000°E   | المحيط الهادئ             | مرورا بشرق Sikaiana atoll, جزر سليمان (في 8°24′S 162°57′E / 8.400°S 162.950°E)                                                            |
| 10°42′S 163°0′E / 10.700°S 163.000°E | بحر المرجان               | |
| 26°37′S 163°0′E / 26.617°S 163.000°E | المحيط الهادئ             | |
| 60°0′S 163°0′E / 60.000°S 163.000°E  | المحيط الجنوبي            | |
| 66°42′S 163°0′E / 66.700°S 163.000°E | جزر باليني                | Buckle Island, المطالب الإقليمية بالقارة القطبية الجنوبية by نيوزيلندا                                                                    |
| 66°49′S 163°0′E / 66.817°S 163.000°E | المحيط الجنوبي            | |
| 70°33′S 163°0′E / 70.550°S 163.000°E | القارة القطبية الجنوبية   | منطقة روس, المطالب الإقليمية بالقارة القطبية الجنوبية by نيوزيلندا                                                                        |
| 75°30′S 163°0′E / 75.500°S 163.000°E | المحيط الجنوبي            | بحر روس |
| 77°4′S 163°0′E / 77.067°S 163.000°E  | القارة القطبية الجنوبية   | منطقة روس, المطالب الإقليمية بالقارة القطبية الجنوبية by نيوزيلندا                                                                        |